# Westchina

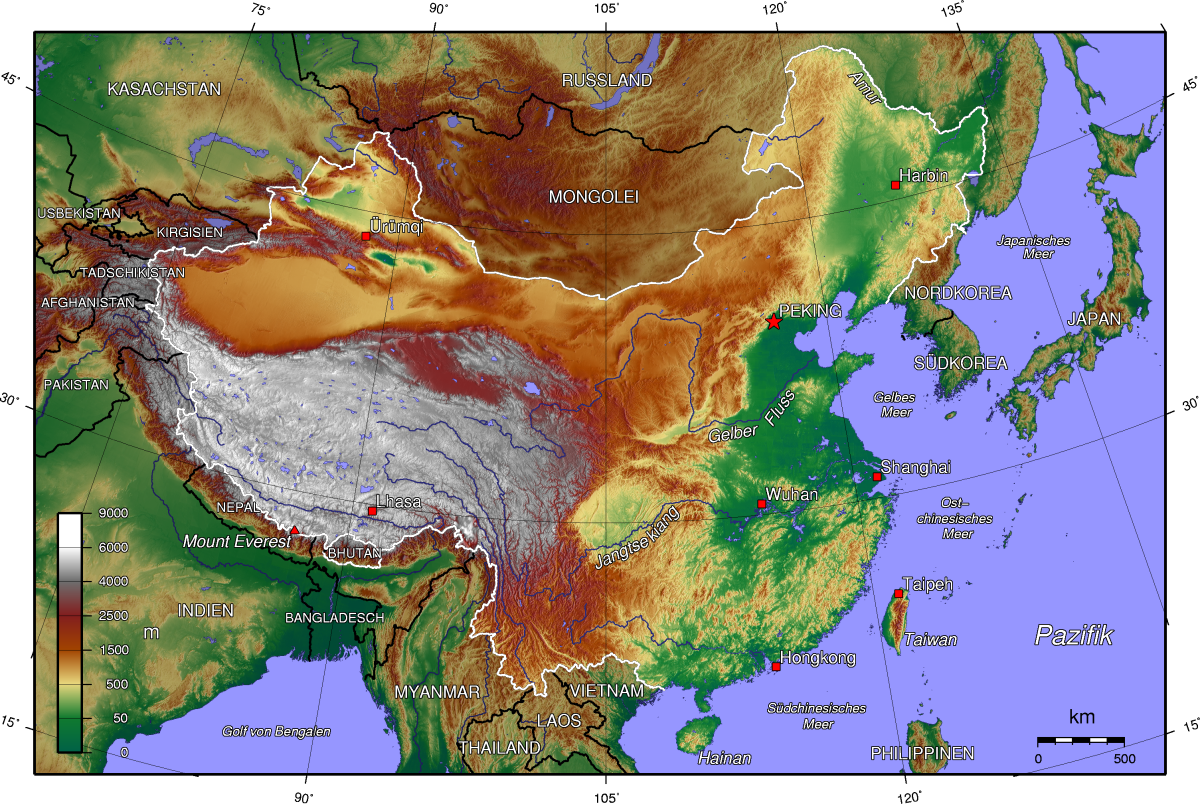
Topographie Chinas

Westchina ist ein vager geographischer Begriff. Oft werden darunter nur die zwei westlichen Autonomen Gebiete Tibet und Xinjiang verstanden. Sie machen zusammen 32 % der Fläche der Volksrepublik China aus, aber nur etwa 2 % der Bevölkerung. In der offiziellen chinesischen Geographie setzt sich Westchina hingegen aus Nordwestchina und Südwestchina zusammen und ist damit wesentlich größer als die beiden Autonomen Gebiete.

## Tibet und Xinjiang
Tibet (1.268.947 km², 3,2 Millionen Einwohner) wurde 1950 von China eingegliedert und wird seither trotz nomineller Autonomie politisch bevormundet. Viele Tibeter sind seitdem nach Indien und in andere Staaten geflüchtet oder ausgewandert; ein großer Teil der verbliebenen etwa zwei Millionen Tibeter sehen als ihr Oberhaupt noch immer den Dalai Lama an.
Das nordwestliche Autonome Gebiet Xinjiang (1.774.034 km², 19,99 Mio. Einwohner) ist mehrheitlich von muslimischen Uiguren, Kasachen und Kirgisen bewohnt, die in den letzten Jahren vermehrt auf eine echte Autonomie drängen. In den letzten Jahren kann hier vermehrt die Bildung von Gruppen und Organisationen beobachtet werden, die dieses Ziel sowohl mit gewaltlosen Widerstand aber auch immer häufiger mit terroristischen Anschlägen versuchen durchzusetzen.

## Gebirge und Landschaften
Die an „Westchina“ angrenzenden Länder sind - von Süden über Westen im Uhrzeigersinn - Indien, Bhutan und Nepal, Kaschmir und Pakistan, die Staaten Zentralasiens (Afghanistan, Tadschikistan, Kirgisistan und Kasachstan) sowie Russland und die Mongolei. Sie machen 10 der 14 Nachbarstaaten der Volksrepublik China aus.
Aus der Größe Chinas (Nord-Süd-Ausdehnung circa 4500 km, Ost-West etwa 4200 km) ergibt sich eine Vielfalt an Landschaften, Völkern und Kulturen, die in der gebirgigen Westhälfte noch ausgeprägter als im flacheren Osten sind. Auch die klimatischen Bedingungen und damit die Bewohnbarkeit der einzelnen Regionen unterscheiden sich stark. Das Hochland von Tibet (durchschnittlich über 4000 Meter über dem Meeresspiegel) ist teilweise sehr dünn besiedelt, das uigurische Xinjiang etwas dichter, die großen Wüsten Taklamakan und Dsungarei sind - von Erdöl-Trupps und einigen Nomaden und Forschern abgesehen - praktisch menschenleer (die klimatisch ähnliche Wüste Gobi liegt 1000 km weiter östlich an der mongolischen Grenze).

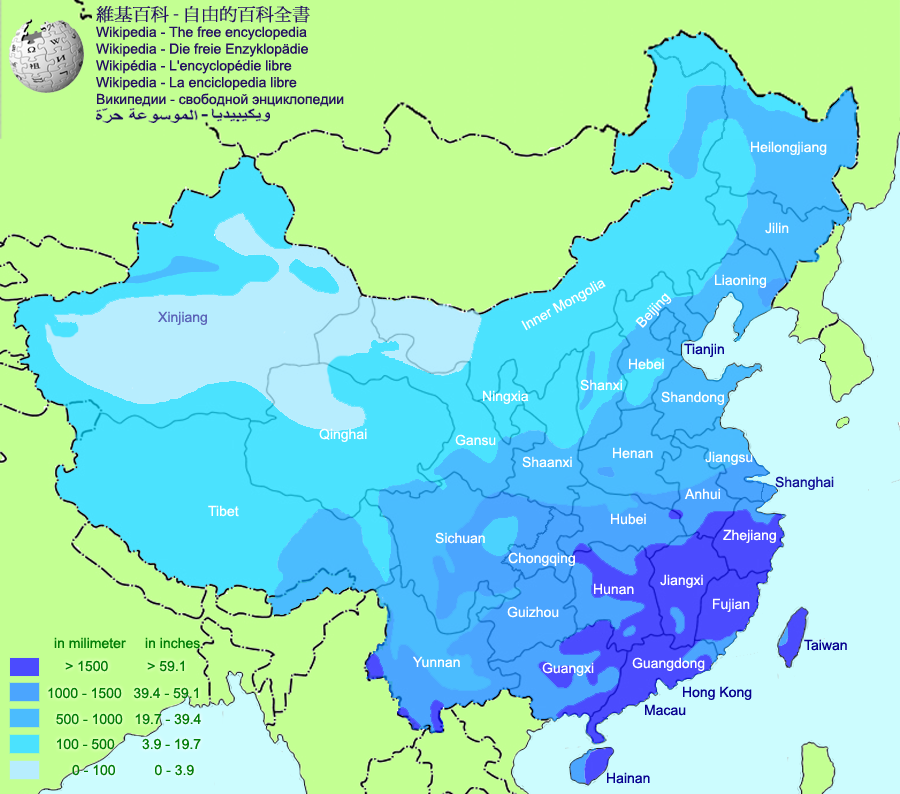
Niederschläge

Am deutlichsten kann Westchina durch die (geringen) Niederschläge charakterisiert – und teilweise auch abgegrenzt – werden. Wie aus der Karte ersichtlich, weist der äußerste Westen Chinas zusammen mit der Inneren Mongolei auch die trockensten Regionen des Staates auf.
Die höchsten und längsten Gebirge der Region, die geografisch zu Zentralasien gehört, aus Gründen der Politik aber nur selten dazu gezählt wird, sind der
- im Süden verlaufende Himalaya mit dem höchsten Gipfel Mount Everest (8848 m) und weiteren 10 Achttausendern,
- der Kunlun Shan (zwischen Tibet und Xinjiang) mit Gipfeln bis zu 7000 m,
- der Tianshan (bis zu 7000 m) an der Grenze zu Kasachstan.

Kürzer, aber kaum weniger hoch sind
- Karakorum mit dem K2 (8611 m),
- der Pamir an der Grenze zu Afghanistan mit Kongur (7649 m) und dem Pik Lenin und
- das Alai-Gebirge an der Grenze zu Kirgisistan.

Insgesamt hat Westchina einen ausgesprochenen Hochgebirgs-Charakter mit dazwischen liegenden Hochebenen und stark ausgeprägtem Kontinentalklima. Auch die größten Flüsse Süd- und Ostasiens entspringen hier: Indus und Brahmaputra, Yalong und Mekong, der Perlfluss, der für Ostchina so wichtige Jangtse und der Gelbe Fluss. Aufgrund der Topografie Zentralasiens fließen die zwei größten Flüsse fast genau von Westen nach Osten, das heißt aus den wasserarmen, aber schneereichen, vergletscherten Hochregionen in die Ebenen mit viel Niederschlag und niedrigen Lagen.
Von den 12 wichtigsten Städten Chinas liegen nur zwei – Chengdu und Lanzhou – in der Landesmitte, also gerade noch am „Ostrand“ von Westchina.